# Yevgeniya Glushenko
Yevgeniya Konstantinovna Glushenko (Rostóvia do Dom, 4 de setembro de 1952) é uma atriz russa, mais conhecida por seu papel como Vera no melodrama soviético Love by Request. Esse papel lhe rendeu reconhecimento internacional com o Urso de Prata de melhor atriz no 33º Festival de Cinema de Berlim.